# Bulldozer/Just a Good Boy
Bulldozer è un singolo del gruppo musicale italiano Oliver Onions, pubblicato nel 1978 e parte della colonna sonora del film Lo chiamavano Bulldozer, diretto da Michele Lupo.

## Descrizione
Bulldozer è un brano scritto da Cesare De Natale, su musica di Guido e Maurizio De Angelis, fu distribuito nell'ottobre del 1978 anche in Spagna, Olanda e Germania, dove ottenne particolare successo toccando il picco massimo del secondo posto e rimanendo in classifica per 13 settimane consecutive.
Just a Good Boy è la canzone pubblicata sul lato B del singolo, brano scritto dagli stessi autori e non facente parte della colonna sonora ma, incluso nell'album Six Ways dello stesso anno.